# Heddie Nieuwdorp
Heddie Nieuwdorp (* Middelburg, 28 de marzo de 1956). Fue un ciclista holandés, profesional entre 1980 y 1986, cuyo mayor éxito deportivo lo logró en la Vuelta a España, donde conseguiría 1 victoria de etapa en la edición de 1981.

## Palmarés
| 1981 - 1 etapa en la Vuelta a España |